# Ätiologie (Medizin)
Die Ätiologie, früher auch Aitiologie, beschäftigt sich mit den Ursachen für das Entstehen einer Krankheit. Sie ist in der Medizin, Klinischen Psychologie und speziell der Epidemiologie von großer Bedeutung.
Die Pathogenese oder kurz Genese hingegen bezeichnet mehr die Entstehung und Entwicklung von Krankheiten aus diesen Ursachen (siehe auch Pathologie). Eine Zusammensetzung aus beiden Begriffen mit ähnlicher Bedeutung stellt der Ausdruck Ätiopathogenese dar (altgriechisch γένεσις genesis, deutsch ‚Ursprung‘, ‚Entstehung‘). Beispielsweise führen bestimmte Krankheitserreger in der Lunge als Ursache über einen Wirkmechanismus zu einer Lungenerkrankung.

## Etymologie und Begriffsbedeutung
Der Begriff leitet sich von altgriechisch αἰτία aitía, deutsch ‚Ursache‘ und λόγος lógos, deutsch ‚Vernunft‘, ‚Lehre‘, ab.
Im medizinischen Sprachgebrauch bezeichnet der Begriff Ätiologie (bzw. Aitiologie):
- die Lehre von den Ursachen der Krankheiten (im Sinne der Allgemeinen Krankheitslehre, Ätiologie i. e. S.);
- die Gesamtheit der Faktoren, die zu einer gegebenen Krankheit geführt haben (im klinischen Sinn, Ätiopathogenese i. e. S.).

In der Philosophie, besonders in einigen antiken philosophischen Schulen, steht der Begriff Aitiologie für die Lehre von den Ursachen im Allgemeinen. Das Adjektiv ätiologisch bedeutet dementsprechend ganz allgemein: „die Ursachen“, „den Grund“, „die ursächliche Herkunft“ oder „die kausale Herleitung“ betreffend oder erklärend.

## Die drei „C“ der Ätiologie
Es gibt drei grundlegende Methoden der Ätiologie, und jede kennt einen unterschiedlichen Grad der Gewissheit, mit der die Ursache einer Krankheit oder eines Leidens herausgefunden wird. Die Kenntnis der „drei C“ kann auch dem Patienten dabei helfen, bei einer schwerwiegenden Diagnose nicht den Kopf zu verlieren, sondern rational sein Verhalten zu überdenken. Dies gilt vor allem bezüglich der Fragen „Was habe ich falsch gemacht?“ oder „Bin ich schuld an meinem Leiden?“.
In der Regel arbeitet die medizinische (und auch die naturwissenschaftliche) Forschung so, dass zuerst eine Korrelation (Correlatio) festgestellt wird. Nach genaueren Untersuchungen kann man – oder auch nicht – herausfinden, ob es einen Ursache-Folge-Zusammenhang gibt (Contributio). Oft ist es der letzte Schritt, einen kausalen Zusammenhang (Causa) herauszufinden.

### Causa
Causa (lateinisch für ‚Ursache‘, ‚Krankheitsanlass‘): Bei häufigeren und besser untersuchten medizinischen Phänomenen kann man nach „kausalen“ Gründen einer Krankheit suchen. Das heißt, wenn Ereignis A eintritt, dann muss auch Ereignis B eintreten. Beispiele dafür sind etwa:
- Beim Rauchen: Nikotinkonsum verringert immer den Durchmesser von Blutgefäßen und verschlechtert damit u. a. die Durchblutung des Körpergewebes.

### Contributio
Bei Contributio (lateinisch für ‚Förderung‘, ‚Beitrag‘) gibt es immer noch einen starken Zusammenhang im Sinne einer Ursache-Folge-Beziehung, aber dieser ist nicht mehr so stark wie bei der vorherigen Kategorie. Generell gilt: Wenn Ereignis A eintrifft, dann trifft Ereignis B häufiger ein als sonst. Faktor A trägt also zu Zustand B bei.
- Beispiel: Nicht jeder Raucher bekommt Lungenkrebs, aber Raucher bekommen häufiger Lungenkrebs als Nichtraucher. Mit dem Rauchen aufzuhören bedeutet also, dass ceteris paribus die Wahrscheinlichkeit, an Lungenkrebs zu erkranken, sinkt.

### Correlatio
Die Korrelation (Correlatio, lateinisch für ‚Korrelation‘, ‚Zusammenhang‘) wird ebenso bei seltenen Krankheiten verwendet wie bei Krankheiten, die keine klaren bzw. erforschten Ursache-Folge-Beziehungen haben. Sobald man also in einem Zeitungsbericht etwas von „Es wurde … ein Zusammenhang gefunden zwischen Migräne und Herzproblemen“ liest, sollte man an die Korrelation denken. Noch konnte niemand beschreiben oder belegen, ob Migräne Herzprobleme verursacht, Herzprobleme Migräne verursachen oder beides von einer dritten Ursache abhängt, sondern es wurde lediglich festgestellt, dass Personen mit Eigenschaft A häufig auch die Eigenschaft B besitzen und umgekehrt. Die Korrelation unterscheidet nicht zwischen Ursache und Folge (Wirkung). Der Pathologe Dietrich bezeichnete die Pathologie der 1950er Jahre als „Korrelations-Pathologie“.
Beispiele:
- Japaner haben die höchste Lebenserwartung von allen Erdbewohnern. Dies heißt nicht, dass man länger oder gesünder lebt, sobald man die japanische Staatsbürgerschaft besitzt oder in Japan wohnt. Es lässt sich auch nicht daraus schließen, dass der japanische Lebens- und Ernährungsstil die Gesundheit fördert oder dass andere Lebens- und Ernährungsstile der Gesundheit abträglich sind. Auch eine genetische Komponente ist denkbar, z. B. indem Inselbewohner einer geringeren genetischen Durchmischung unterliegen als Festlandbewohner.
- Personen, die zwischen ihrem 20. und 50. Lebensjahr einer intellektuell herausfordernden Tätigkeit nachgehen, erkranken weniger häufig an der Alzheimer-Krankheit. Dies ist die Tatsache auf der Correlatio-Ebene. Die interessante Frage lautet jetzt:
  - Bricht die Alzheimer-Krankheit schon in der Jugendzeit aus und verhindert die Aufnahme einer geistig anspruchsvollen Tätigkeit oder
  - verhindert eine geistig anspruchsvolle Tätigkeit die Alzheimer-Krankheit[3] oder
  - existiert ein dritter, bisher unbekannter Faktor, der beide Dinge mitverursacht?

## Bradford-Hill-Kriterien
Austin Bradford Hill war ein englischer Statistiker und Epidemiologe, der die Bradford-Hill-Kriterien für Kausalität in der Medizin entwickelte. Er postulierte folgende neun Kriterien, mit denen eine vermutete Ursache-Wirkung-Beziehung in der Medizin oder Epidemiologie geprüft werden sollte:
1. Stärke: je stärker eine Korrelation ist, desto wahrscheinlicher ist ein kausaler Zusammenhang. Bradford Hill nennt als Beispiel die  200-fach häufigeren Krebsfälle des Hodensacks bei Schornsteinfegern, im 18. Jahrhundert entdeckt von Percivall Pott.
2. Konsistenz: Übereinstimmende Ergebnisse verschiedener Wissenschaftler an verschiedenen Populationen bei Gebrauch von unterschiedlichen Methoden erhöhen die Wahrscheinlichkeit einer kausalen Beziehung. Die Warnung der US-Regierung vor dem Tabakrauchen 1964 beruhte auf 36 verschiedenen Studien.
3. Spezifität: Der fragliche Faktor ist mit einer ganz bestimmten Erkrankungsform korreliert, und nur mit dieser. Bradford Hills Beispiel ist die Häufung von Nebenhöhlen-Krebs bei Nickelarbeitern, die er selbst veröffentlicht hatte.
4. Zeitlichkeit: Die Wirkung folgt zeitlich der Ursache, nicht umgekehrt. Erkranken Fabrikarbeiter, weil sie in Fabriken arbeiten – oder bleibt chronisch Kranken nur noch die Arbeit in einer Fabrik?
5. Biologischer Gradient: Es gibt eine quantifizierbare Dosis-Wirkungs-Beziehung. Raucher sterben nicht nur früher als Nichtraucher, die Erkrankungsrate an Lungenkrebs ist auch proportional zur Anzahl der gerauchten Zigaretten.
6. Plausibilität: Ein plausibler Mechanismus zwischen Ursache und Wirkung ist hilfreich, aber nicht notwendig. Was heute als plausibel betrachtet wird, hängt vom heutigen biologischen Wissen ab. Als man im 18. Jahrhundert durch Erhebung statistischer Daten herausfand, dass Kaminfeger häufig an Hodenkrebs erkrankten, konnte noch niemand auf chemischer oder molekularbiologischer Ebene eine plausible Erklärung dafür liefern.
7. Kohärenz: Der vermutete Zusammenhang sollte zu bereits bekannten biologischen Fakten nicht im Widerspruch stehen. Übereinstimmung zwischen epidemiologischen Daten und Ergebnissen aus dem Labor erhöht die Gewissheit, dass eine Kausalität besteht. Als Beispiel: Gewebeproben aus den Lungen von Verstorbenen, an denen Schadstoffkonzentrationen gemessen werden, vergleicht man mit der Analyse, welche Stoffe eine Zigarette enthält. Diese Erkenntnisse wiederum verknüpft man mit ausgefüllten Fragebögen von Rauchern, in denen sie ihre Rauchgewohnheiten darlegen.
8. Experiment: Sinken die Erkrankungszahlen nach der Abschaffung eines Risikofaktors?
9. Analogie: Es gibt ähnliche, bereits bekannte Ursache-Wirkung-Beziehungen. Seit wir wissen, dass Thalidomid und Röteln-Infektionen das ungeborene Kind schädigen, achten wir auch auf andere Medikamente und Virusinfektionen bei Schwangeren.

Diese Kriterien wurden 1965 in The Environment and Disease: Association or Causation? dargelegt. Diese Publikation gehört bis heute zu den meistzitierten wissenschaftlichen Werken. Austin Bradford Hill lehnte es jedoch ab, seine neun Kriterien als starre Regeln zu verwenden. 
Hill hat in derselben Publikation den blinden Glauben an Signifikanztests kritisiert, weil solche Tests wohl einen zufälligen Fehler, aber keine systematischen und methodischen Fehler ausschließen können. Doch gerade ätiologische und epidemiologische Untersuchungen laufen Gefahr, unter letzteren zu leiden. Ebenso ist im Sinne des Ökonomen Hill der Beweis einer kausalen Beziehung nicht genügend, um im Interesse der öffentlichen Gesundheit Maßnahmen zu verfügen. Kosten- und Nutzenanalysen bei allen Betroffenen seien notwendig; denn die pure Erhöhung der Lebenserwartung kann unter anderem der Lebensqualität schaden, zum Beispiel beim Verzicht auf ein geliebtes Hobby, das ein erhöhtes Unfallrisiko mit sich bringt. Dazu sollten bei vernachlässigbaren Kosten und relativ großem erwarteten Nutzen Maßnahmen auch ohne statistisch hieb- und stichfeste Kausalitätsbelege durchgeführt werden.